# معسكر بيوري

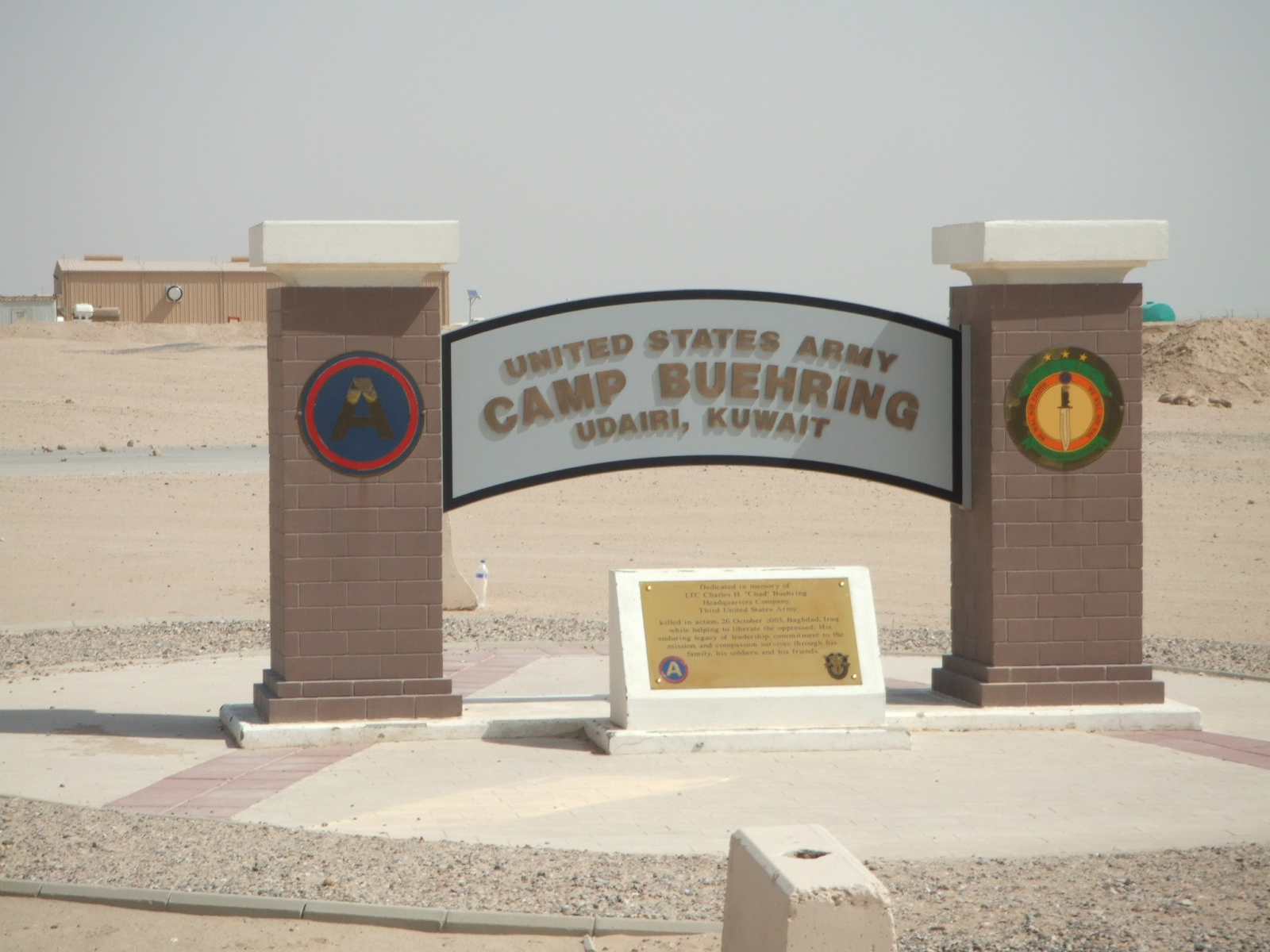
التوقيع على المدخل الرئيس لمعسكر بيوري في أيار (مايو) 2006.

معسكر بيوري (سابقًا كان يُسمَّى معسكر عديري) هو نقطة انطلاق للقوات الأمريكية في المنطقة الشمالية الغربية من الكويت. منذ تأسيسه في كانون الآخر (يناير) 2003 وحتى الآن. تستخدم القوات العسكرية هذه القاعدة للاتجاه شمالًا للعراق، فضلًا عن الموقع الأساسي للمسرح الاحتياطي في الشرق الأوسط. المناطق المحيطة بمعسكر بيوري، والمعروفة باسم مجمع مدى عديري، هي مناطق غير مأهولة إلى حد كبير، باستثناء القليل من قبائل البدو الرحل لتربية الإبل والماعز والغنم.
سُمي معسكر بيوري تيمنًا بالملازم والعقيد تشارلز بيوري الذي قتل في بغداد في 26 تشرين الأول (أكتوبر) 2003. وكان بيوري من أعلى خسائر الولايات المتحدة في حرب العراق. ولهذا السبب غُيِّر اسم معسكر عديري تكريمًا له في عام 2004.